# Poseidon and the Bitter Bug
Poseidon and the Bitter Bug è l'undicesimo album in studio del duo musicale statunitense Indigo Girls, pubblicato nel 2009.

## Tracce
1. Digging for Your Dream – 3:57
2. Sugar Tongue – 3:37
3. Love of Our Lives – 3:51
4. Driver Education – 2:18
5. I'll Change – 3:23
6. Second Time Around – 4:12
7. What Are You Like? – 2:51
8. Ghost of the Gang – 3:17
9. Fleet of Hope – 4:27
10. True Romantic – 4:11

Tracce Bonus Edizione Deluxe
1. Ghost of the Gang (Acoustic Version) – 3:10
2. I'll Change (Acoustic Version) – 3:58
3. Sugar Tongue (Acoustic Version) – 3:47
4. Love of Our Lives (Acoustic Version) – 3:46
5. Salty South – 4:17
6. Digging for Your Dream (Acoustic Version) – 3:22
7. Second Time Around (Acoustic Version) – 4:43
8. What Are You Like? (Acoustic Version) – 2:50
9. Driver Education (Acoustic Version) – 2:21
10. Fleet of Hope (Acoustic Version) – 4:31
11. True Romantic (Acoustic Version) – 3:56

## Formazione
Indigo Girls
- Amy Ray – voce, chitarra acustica, chitarra elettrica, mandolino, armonica
- Emily Saliers – voce, chitarra acustica, chitarra elettrica

Altri musicisti
- Alison Brown - banjo
- Matt Chamberlain – batteria, percussioni, programmazioni
- Mitchell Froom – tastiera
- Clare Kenny – basso
- Missy Higgins – cori (tracce 1 e 10)